# Chea Vichea
Chea Vichea, mort assassiné le 22 janvier 2004, est un syndicaliste cambodgien.

## Biographie
Chea Vichea est, en 1994, un des fondateurs du parti de la nation khmère, ancêtre du parti Sam Rainsy. Il sera blessé le 30 mars 1997 dans un attentat à la grenade lors d’un rassemblement de sa formation politique. 
En 1998, il prend la direction du Syndicat indépendant des ouvriers du Royaume du Cambodge (en) (SIORC) (« Free Trade Union of Workers of the Kingdom of Cambodia » en anglais).[réf. nécessaire]
Il dénonce les pratiques des sous-traitants de l'industrie textile, dont la plupart ne respectent pas le code du travail.
Le 22 janvier 2004, il est assassiné en pleine rue de trois balles dans la poitrine. Son enterrement a vu défiler dans les rues de Phnom Penh des milliers de travailleurs du textile. 
Deux personnes seront arrêtées pour ce meurtre, mais de sérieux doutes demeurent quant à leur culpabilité.
Un film documentaire a été tiré de cette histoire en 2010 : Qui a tué Chea Vichea ?.